# Daniel Curz

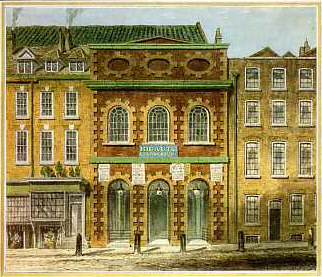
King’s Theatre w Londynie, gdzie Daniel Curz debiutował jako tancerz w sezonie 1769/1770

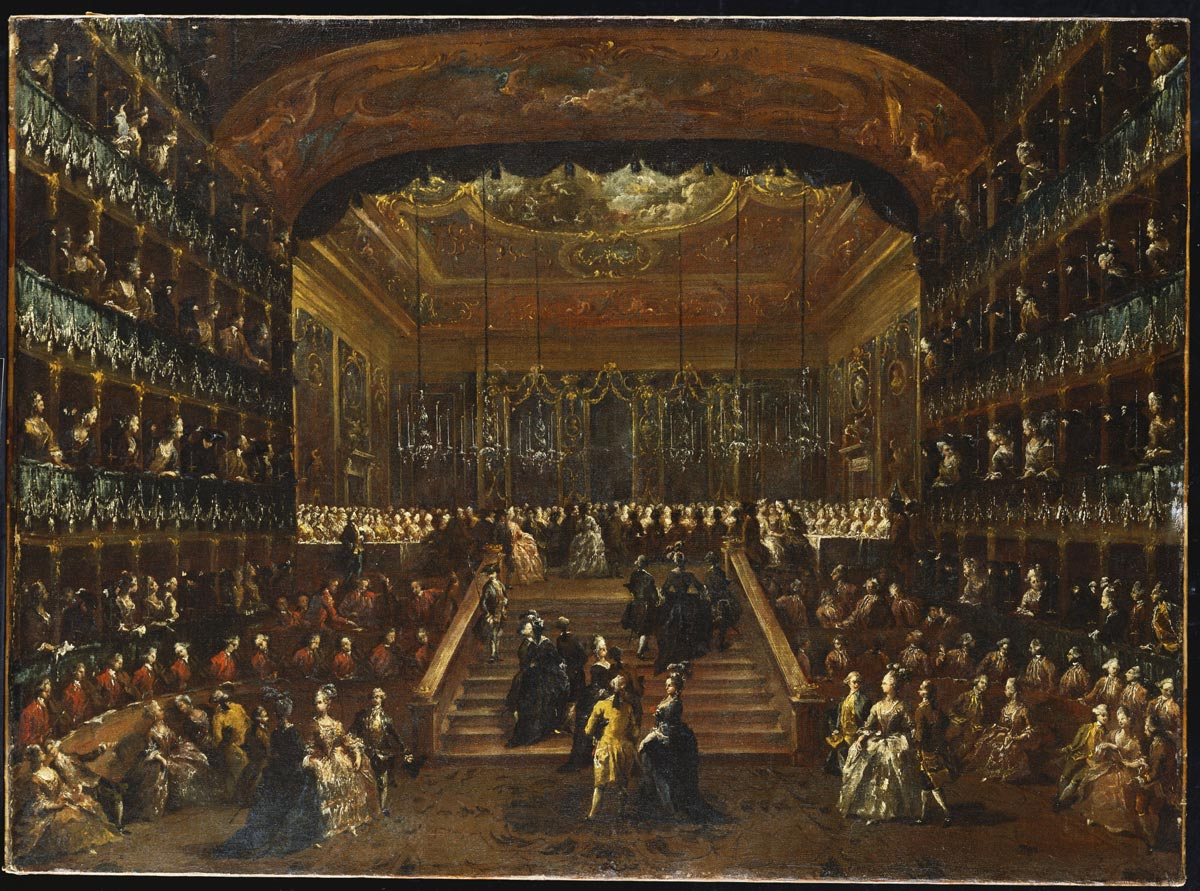
Teatro San Benedetto w Wenecji, gdzie Daniel Curz występował w sezonach 1772/1773 i 1779/1780

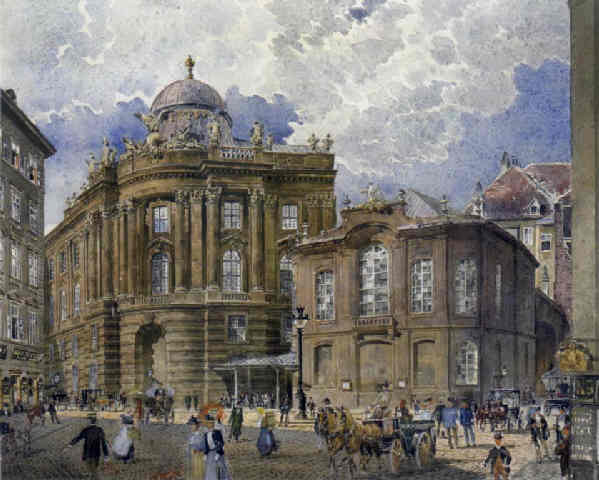
Burgtheater w Wiedniu, gdzie Daniel Curz pracował w latach 1774-1776

Daniel Curz vel Kurz (ur. 23 grudnia 1753 w Wenecji, zm. po 1822 prawdopodobnie w Żytomierzu) – alzacki tancerz, baletmistrz, choreograf i nauczyciel tańca od 1776 związany z Polską. Jeden z „ojców polskiego baletu”. W latach 1777–1782 był w Warszawie członkiem francuskiej loży wolnomularskiej Doskonałego Milczenia (Le Parfait Silence) w stopniu mistrza obrzędów.
Notowany był także jako: Courti, Courtz, Courz, Curs, Curtz, Kurc, Kurtz, Kurzi oraz pod imieniem Daniele. Zachowany wizerunek jego odręcznego podpisu z 1783 wskazuje jednak, że sam używał wersji nazwiska Curz.

## Pochodzenie[4]
Jego rodzina pochodziła z Alzacji, dlatego jako Alzatczyk przez jednych uważany był za Francuza, a przez innych za Niemca. Jego ojciec Andreas (Andrea) Curz vel Kurz (1714-po 1774) żył i pracował przez jakiś czas w Wenecji jako skrzypek Bazyliki św. Marka i Teatro San Samuele, gdzie zaprzyjaźnił się z Giacomo Casanovą, który wspomina go w swoich pamiętnikach. W latach 1753–1774 był on wirtuozem orkiestry książęcej pod dyrekcją Niccolò Jommellego w Hoftheater w Stuttgarcie i w Hofschloßtheater w Ludwigsburgu. Jego córką i siostrą Daniela była Caterina Curz vel Kurz, w młodości jedna z metres księcia wirtemberskiego Karola Eugeniusza, a później ceniona primabalerina czołowych scen włoskich. Oboje urodzili się jeszcze w Wenecji, ale wychowywali się już po przeniesieniu rodziny do Stuttgartu, gdzie uczyli się tańca u świetnych pedagogów w książęcej szkole baletowej.

## Kariera artystyczna[4]

### Edukacja
Jako chłopiec praktykował w przedstawieniach legendarnego baletmistrza i reformatora teatru baletowego Jeana-Georges’a Noverre’a, który w latach 1760–1767 uczynił ze Stuttgartu najważniejszy ośrodek baletowy Europy. Potem uczył się jeszcze w paryskiej Académie de Danse, a jak twierdził później w swoim życiorysie „po ukończeniu edukacji w Akademii Paryskiej Tańca udał się do Londynu, gdzie jako tanecznik w Teatrze Królewskim był umieszczony”.

### Pierwsze lata na scenie
Jak większość tancerzy baletowych tamtych czasów, również on wędrował po Europie zdobywając nowe doświadczenia artystyczne i awansując, poszukując lepszych warunków pracy i swojego trwałego miejsca egzystencji. Był kolejno figurantem (czyli tancerzem zespołowym) w zespole baletmistrza Vincenzo Campioniego w King’s Theatre w Londynie (1769/1770), w zespole Louis-Aimé Dauvigny’ego w Hofschloßtheater w Ludwigsburgu (1770/1771) oraz w Teatro San Benedetto w Wenecji, gdzie pracował pod kierunkiem innego sławnego choreografa i reformatora baletu swojej epoki, Gasparo Angioliniego (1772/1773). Później został jednym z czołowych solistów zespołu Angioliniego w wiedeńskim Burgtheater (1774–1776).

### Przyjazd do Warszawy
W połowie 1776 sprowadzono go z Wiednia do Warszawy wraz kilkoma innymi tancerzami. Byli także wśród nich: primabalerina Anna Maria Riva, zwana panią Valentin, z mężem Valentinem Rivą, Leopold Frühmann z żoną Anną Marią oraz Antonio Viganò, których doangażowano dla wzmocnienia zespołu baletowego ówczesnej antrepryzy książąt Sułkowskich. Curz zajął u nas pozycję jednego z pierwszych tancerzy, którą utrzymywał w latach 1776–1778. Występował wtedy na scenie w Pałacu Radziwiłłowskim m.in. w rolach Kreona w Medei i Jazonie i Raymonda de Mayenne w Adèle de Ponthieu - oba balety według Noverre’a  (1777). Zadebiutował też u nas jako choreograf.

### Ponownie za granicą
Następnie tańczył kolejno: w Kärntnerthortheater w Wiedniu (1778/1779), jako pierwszy tancerz i choreograf w Teatro Civico w Alessandrii pod kierownictwem baletmistrza Sébastiena Galleta (1779) oraz ponownie w Teatro San Benedetto w Wenecji, tym razem w zespole Domenico Ricciardiego (1779/1780).

### Powrót do Polski
Od 1780 znów pracował w Warszawie jako pierwszy tancerz „serio” i „baletmistrz Jego Królewskiej Mości”. Odtąd pozostał już w Polsce na stałe. W latach 1780–1785 kierował niewielkim zespołem występującym na scenie Teatru na placu Krasińskich i szkołą tańca. Z kolei w latach 1786–1795 (początkowo wspólnie z francuskim baletmistrzem François Gabrielem Le Doux) prowadził zespół Tancerzy Narodowy Jego Królewskiej Mości Stanisława Augusta. Jak twierdził po latach: „wezwany od Jego Królewskiej Mci polskiego Stanisława Augusta Poniatowskiego przez JW Moszyńskiego, stolnika koronnego, udał się do Warszawy, gdzie w 1780 roku przyjął służbę u Króla JMci jako dyrektor i kompozytor baletów w Królewskim Teatrze i tam uformował Akademię Tańców do 60 osób, w której służbie zostawał ciągle do roku 1795, nagradzany wielokrotnie od Króla Jmci i prawie za każdym baletem nowo skomponowanym”. Na scenie warszawskiej był w tych latach twórcą choreografii pond stu rozmaitych baletów z akcją, divertissement oraz rozmaitych tańców w przedstawieniach operowych i komediowych. Jego wielki wkład w zakorzenienie sztuki baletowej w polskiej kulturze spowodował, że z perspektywy czasu uznawany jest obecnie - wraz z François Gabrielem Le Doux - za jednego z „ojców polskiego baletu”. Notowany był także w epizodycznych rolach aktorskich dwóch przedstawień komediowych prezentowanych w letniej rezydencji królewskiej w Łazienkach.

## Ważniejsze kreacje[4]
- 1772: rola nieustalona – La partenza di Enea, ossia Didone abbandonata (Odjazd Eneasza, czyli Dydo opuszczona), muzyka i choreografia Gasparo Angiolini, Teatro San Benedetto, Wenecja
- 1772: tańce – L'arte vinta dalla natura (Sztuka zwyciężona przez naturę), muzyka i choreografia Gasparo Angiolini, Teatro San Benedetto, Wenecja
- 1773: rola nieustalona – Il re alla caccia (Król na polowaniu), muzyka i choreografia Gasparo Angiolini, Teatro San Benedetto, Wenecja
- 1773: tańce – Scene episodiche (Sceny epizodyczne), muzyka i choreografia Gasparo Angiolini, Teatro San Benedetto, Wenecja
- 1773: Oroasso – Semiramide (Semiramida), muzyka N.N., choreografia Gasparo Angiolini, Teatro San Benedetto, Wenecja
- 1773: Sanfranco, pułkownik regimentu i Młody Oficer – Il disertore francese (Dezerter francuski), muzyka N.N., choreografia Gasparo Angiolini, Teatro San Benedetto, Wenecja
- 1774: rola nieustalona – Der Waise aus China (Mędrzec z Chin), muzyka i choreografia Gasparo Angiolini, Burgtheater, Wiedeń
- 1775: rola nieustalona – Der Wahrsager auf dem Dorfe (Wróżbita na wsi), muzyka Franz Aspelmayr, choreografia Gasparo Angiolini, Burgtheater, Wiedeń
- 1777: solista – Nimfy, muzyka Josef Starzer (?), choreografia Daniel Curz wg Gasparo Angioliniego, Teatr w Pałacu Radziwiłłowskim, Warszawa
- 1777: Kreon – Medea i Jazon, muzyka Jean-Joseph Rodolphe, choreografia Leopold Frühmann wg Jeana-Georges’a Noverre’a, Teatr w Pałacu Radziwiłłowskim, Warszawa
- 1777: Raymond de Mayenne – Adèle de Ponthieu, muzyka Josef Starzer, choreografia Daniel Curz wg Jeana-Georges’a Noverre’a, Teatr w Pałacu Radziwiłłowskim, Warszawa
- 1778: Don Juan – Don Juan, czyli Bankiet Piotra, muzyka Antoni Hart, choreografia Francesco Caselli według Gasparo Angioliniego, Teatr w Pałacu Radziwiłłowskim, Warszawa
- 1779: Romulus – Il ratto delle sabine (Porwanie Sabinek), muzyka Felice Alessandri, choreografia Sébastien Gallet, Teatro Civico, Alessandria
- 1779: Książę Lancaster – Il conte d'Essex (Hrabia Essex), muzyka i choreografia Domenico Ricciardi, Teatro San Benedetto, Wenecja
- 1779: tańce – La giardiniera fortunata (Szczęśliwa ogrodniczka), muzyka i choreografia Domenico Ricciardi, Teatro San Benedetto, Wenecja
- 1780: Książę Gwezjusz – Le Congiure del Duca di Guisa (Spiski księcia Gwezjusza), muzyka i choreografia Domenico Ricciardi, Teatro San Benedetto, Wenecja
- 1780: tańce – Festa da ballo (Zabawa taneczna), muzyka i choreografia Domenico Ricciardi, Teatro San Benedetto, Wenecja
- 1783: Pas de quatre węgierski – Przypadki karczemne, muzyka N.N., choreografia Daniel Curz, Teatr na placu Krasińskich, Warszawa
- 1787: solista – Pas de quatre węgierski, muzyka N.N., choreografia Franz Schlanzowski, Tancerze Narodowi Jego Królewskiej Mości – Teatr na placu Krasińskich, Warszawa
- 1789: Kacyk Kaban – Kapitan Sander na wyspie Karolinie, muz. Vittorio Trento, choreografia Domenico Riccardi, Tancerze Narodowi Jego Królewskiej Mości – Teatr na placu Krasińskich, Warszawa

## Ważniejsze prace choreograficzne

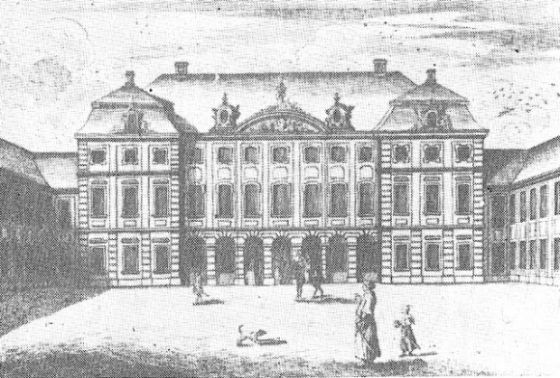
Pałac Radziwiłłowski (obecny Pałac Prezydencki), gdzie na pierwszym piętrze mieściła się w latach 1774-1778 sala teatralna, w której Daniel Curz debiutował w Warszawie jako tancerz i choreograf, rysunek Pierre’a Ricaud de Tirregaille'a z jego planu Warszawy, 1762, Biblioteka Narodowa

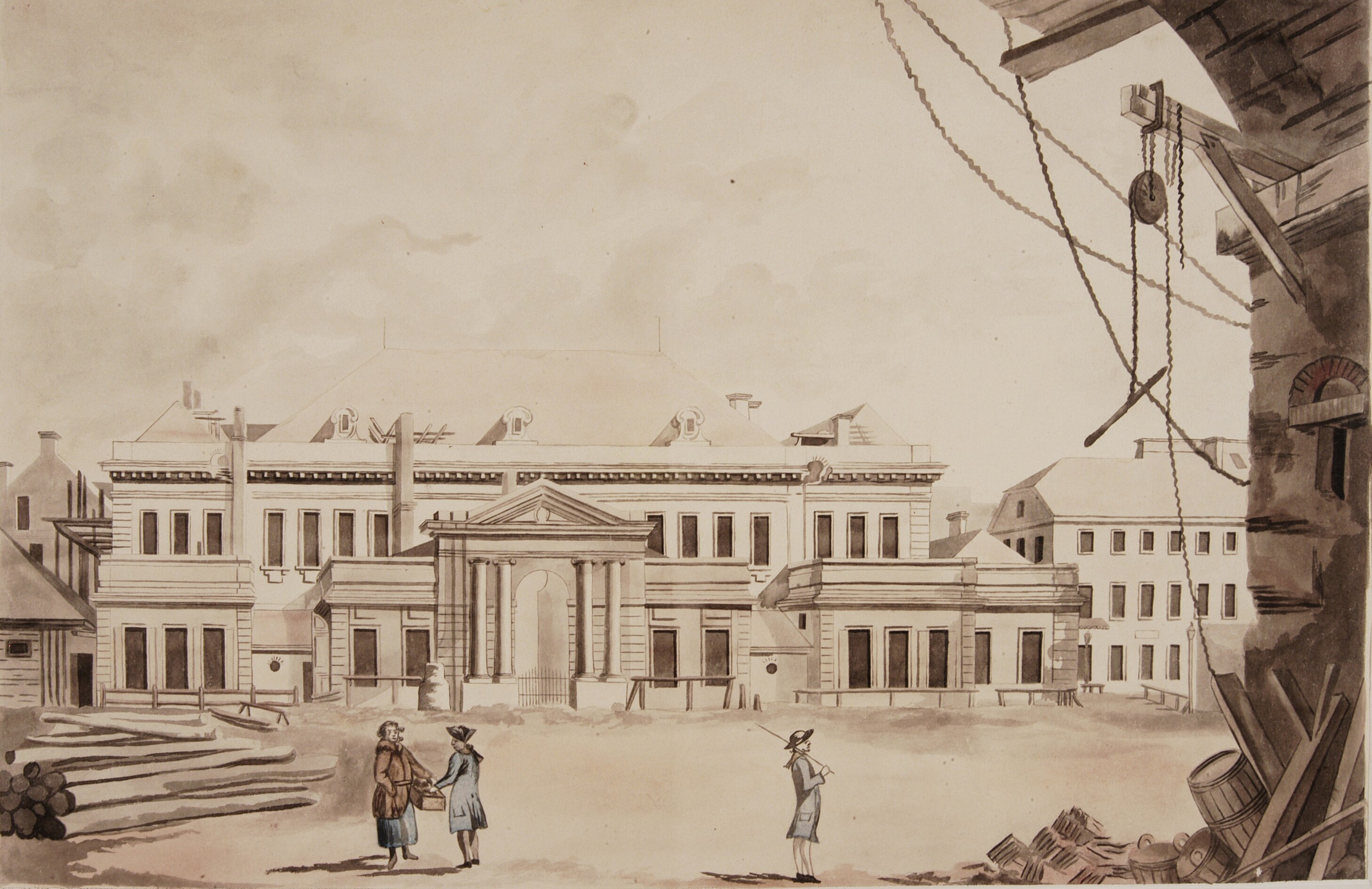
Teatr na placu Krasińskich, rysunek Zygmunta Vogla, ok. 1791, Biblioteka Narodowa

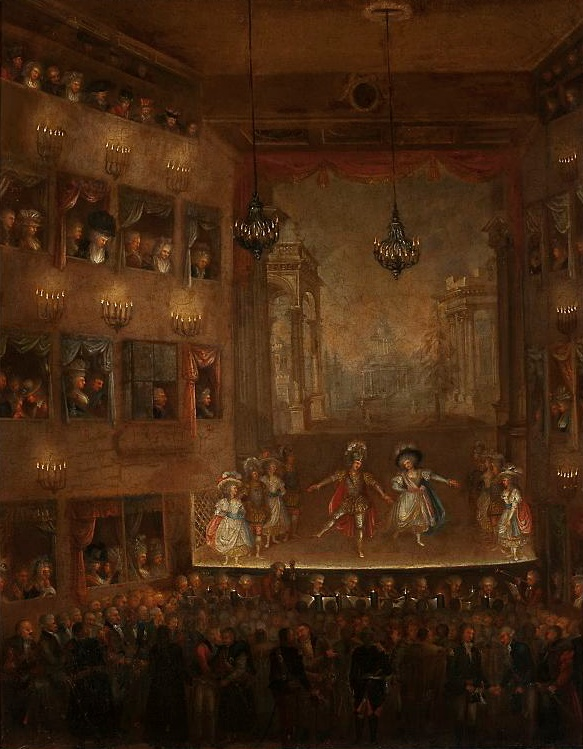
Scena baletowa Daniela Curza w operze Pirro Paisiella na scenie Teatru na placu Krasińskich w wykonaniu Michała Rymińskiego, Doroty Sitańskiej i innych Tancerzy Narodowych Jego Królewskiej Mości, 1790, Muzeum Narodowe w Warszawie (według opisów na odwrocie obrazu, drugi mężczyzna od prawej strony na pierwszym planie, ten wpatrzony na scenę, to twórca prezentowanego baletu Daniel Curz)

## Ważniejsze prace choreograficzne[4][15][16][17]

### Teatr w Pałacu Radziwiłłowskim
- 1777: Nimfy wg Gasparo Angioliniego (muz. Josef Starzer?)
- 1777: Adèle de Ponthieu wg Jeana-Georges’a Noverre’a (muz. Josef Starzer)
- 1777: Górale (muz. N.N.)
- 1777: Winobrańcy (muz. N.N.)

### Teatro Civico, Alessandria
- 1779: Il feudatario ingannato (muz. N.N.)[19]

### Teatr na placu Krasińskich
- 1780: Horacjusze i Kuracjusze wg Jeana-Georges’a Noverre’a (muz. Josef Starzer)
- 1781: Francuz w Londynie (muz. N.N.)
- 1781: Dydona opuszczona wg Gasparo Angioliniego (muz. Gasparo Angiolini?)
- 1783: Zazdrość w seraju wg Jeana-Georges’a Noverre’a (muz. Josef Starzer?)
- 1783: Apollo i Dafne, czyli Zwycięstwo miłości (muz. N.N.)
- 1783: Mąż oszukany, czyli Wesele wiejskie (muz. N.N.)
- 1783: Szczęśliwe rozbicie okrętu wg Jeana-Georges’a Noverre’a (muz. Antoni Hart)
- 1783: Powrót Ulissesa do Itaki (muz. N.N.)
- 1783: Rekrut z musu (muz. N.N.)
- 1784: Zbieg wg Jeana Daubervala (muz. Pierre-Alexandre Monsigny?)
- 1784: Karnawał w Wenecji (muz. N.N.)
- 1784: Kozaki, czyli Zezwolenie wymuszone (muz. Antoni Hart)
- 1784: Pigmalion, czyli Posąg ożywiony wg Jeana-Georges’a Noverre’a (muz. Josef Starzer?)
- 1784: Don Juan, czyli Bankiet Piotra wg Gasparo Angioliniego (muz. Antoni Hart)
- 1785: Zawiść zgromiona (muz. Pietro Persichini)
- 1785: Amynt i Sylwia (muz. N.N.)

### Tancerze Narodowi Jego Królewskiej Mości
- 1786: Acys i Galatea wg Jeana-Georges’a Noverre’a (muz. Franz Aspelmayer?)
- 1786: Polowanie Henryka IV wg Gasparo Angioliniego (muz. Gasparo Angiolini?)
- 1786: Wesele Figara, czyli Dzień swywoli (muz. Antoni Hart)
- 1786: Zemsta Gracjów, czyli Miłość w klatce wg Jeana-Georges’a Noverre’a ? (muz. N.N.)
- 1787: Kora i Alonzo, czyli Dziewice słońca (muz. Giuseppe Antonio Capuzzi)
- 1787: Powrót Telemaka na wyspę Salantę (muz. Antoni Hart)
- 1787: Henryk II, król angielski i Rozymonda (muz. Giuseppe Antonio Capuzzi)
- 1788: Krakowiacy i Kozacy (muz. Antoni Hart?)
- 1788: Małżeństwa Samnitów (muz. Antoni Hart)
- 1789: Winnica miłości (muz. Jan Stefani)
- 1789: Kleopatra wg Gasparo Angioliniego? (muz. Antoni Hart)
- 1790: Scena baletowa w operze Pirro (muz. Giovanni Paisiello)
- 1790: Król pasterzem (muz. N.N.)
- 1790: Armida i Rajnold wg Jeana-Georges’a Noverre’a (muz. Antoni Hart i Jan Stefani)
- 1790: Mieszkańcy wyspy Kamkatal wg Maximiliena Gardela? (muz. Antoni Hart?)
- 1791: Wenus i Adonis wg Jeana-Georges’a Noverre’a (muz. Antoni Hart)
- 1792: Ariadna opuszczona na wyspie Naxos, czyli Bachus i Ariadna wg Gasparo Angioliniego (muz. Antoni Hart)
- 1792: Johanka i Bernardon (muz. Domenico Cimarosa)
- 1793: Król Teodor w Wenecji (muz. Giovanni Paisiello)
- 1793: Hylas i Amarylis, czyli Kochankowie wierni (muz. N.N.)
- 1794: Werbunek (muz. Jan Stefani)
- 1794: Ojciec oszukany przez synów (muz. N.N.)

### Teatr we Lwowie
- 1795: Scena baletowa w operze Axur, król Ormuz (muz. Antonio Salieri)
- 1796: Sierota hiszpańska, czyli Opiekun oszukany wg Charles’a Le Picqa (muz. Vincente Martin y Soler?)
- 1796: Kapitan Sander na wyspie Karolinie wg Domenico Riccardiego (muz. Vittorio Trento?)
- 1796: Henryk II, król angielski i Rozymonda (muz. Giuseppe Antonio Capuzzi?)
- 1796: Winnica miłości (muz. Jan Stefani?)
- 1796: Kozaki, czyli Zezwolenie wymuszone (muz. Antoni Hart?)

## Życie prywatne
Daniel Curz był trzykrotnie żonaty. W 1776 przyjechał do Polski z nieznaną bliżej żoną Cecilią, która w osiemnastym roku życia zmarła w Warszawie 20 września 1777. Krótko potem związał się z Anną Smalską (Anetką Szmalską), znaną prostytutką, a w latach 1774–1778 także figurantką (tancerką zespołową) teatru warszawskiego, z którą 6 lipca 1778 (jako jej mąż) chrzcił syna Piotra Pawła. Nie ma jednak pewności czy faktycznie był ojcem tego dziecka, bo Smalska słynęła z rozwiązłego trybu życia. Chrzest tego dziecka stał się zarazem swoistą uroczystością środowiskową, bowiem uczestniczyli w nim znani ówcześni artyści polskiego baletu jako chrzestni: pierwsi tancerze Franz Schlanzowski (Franciszek Szlancowski) z Anną Marią Rivą, zw. Valentin, a jako asystenci: soliści Leopold Frühmann z Evą Schinagel (późniejszą kolejną żoną Curza) oraz figuranci Jan Szymon Czyżewski z Anną Marią Frühmann. Nie znamy niestety dalszych losów jego drugiej żony ani jej dziecka. Jego trzecią żoną, z którą założył rodzinę i przeżył wspólnie wiele lat, była wspomniana już Eva Schinagel, pierwsza tancerka demi-caractère teatru warszawskiego w latach 1774–1785. Mieli pięcioro dzieci: Józefa, Mariannę, Marię, Ludwikę i Magdalenę, odnotowanych w latach 1817 i 1822 wraz z ich matką Evą z Schinagelów w trzech kolejnych Opisach formularnych Daniela Kurtza, nauczyciela tańców w Gimnazjum Podolskim Winnickim jako jego rodzina z Żytomierza.

## Na Kresach Wschodnich
Podczas insurekcji kościuszkowskiej „służył jako kapitan i był w nieszczęśliwej batalii zdobycia Pragi”. Po upadku powstania i utracie przez Polskę niepodległości wyjechał z rodziną i kilkorgiem tancerzy najpierw do Grodna, w nadziei na wsparcie internowanego tam króla Stanisława Augusta, a potem dalej do austriackiego już wtedy Lwowa, gdzie w latach 1795–1797 (notowany odtąd z niemiecka jako Kurtz) był baletmistrzem ośmioosobowej grupy dawnych warszawskich tancerzy przy tamtejszych antrepryzach teatralnych Franza Heinricha Bulli i Wojciecha Bogusławskiego. Zrealizował tam skromniejsze wersje kilku baletów z dawnego warszawskiego repertuaru Tancerzy Narodowych Jego Królewskiej Mości, jednak ich praca nie zyskała już większego uznania. Na domiar złego 1 stycznia 1797 zmarł nagle znakomity tancerz Michał Rymiński, który podobnie jak wcześniej w Warszawie był teraz ozdobą lwowskiej sceny, zaś Bogusławski pozostawał w nieustannym konflikcie z Bullą i obaj antreprenerzy borykali się z kłopotami finansowymi. Wszystko to spowodowało, że trupa baletowa straciła podstawy egzystencji i uległa rozproszeniu.
Po zakończeniu kariery baletmistrzowskiej i choreograficznej pozostał jednak we Lwowie, gdzie udzielał lekcji tańca w domach prywatnych i na pensjach, a także organizował bale młodzieżowe. W latach 1804–1805 dojeżdżał również do Beńkowej Wiszni, by w dworze rodzinnym hrabiego Jacka i Marianny Fredrów uczyć tańca ich dzieci, w tym także młodego Aleksandra Fredrę, który pozostawał jego uczniem także w latach 1806–1809, po przeprowadzce Fredrów do Lwowa.
W 1809 przeniósł się z rodziną na ziemie zaboru rosyjskiego, sprowadzony tam przez marszałka szlachty podolskiej, generała Józefa Dziekońskiego, by uczył tańca jego dzieci w rezydencji w Morachwie (Murafie) niedaleko Winnicy. „I odtąd zamieszkawszy w kraju Jego Imp. Mości Wszech Rusi, wykonawszy przysięgę w guberskim mieście guberni wołyńskiej Żytomierzu na wierność i poddaństwo, zatrudniał się prywatnymi naukami tańców dzieci obywatelskich i w pensjach obojej płci aż do wstąpienia w stan nauczycielski Gimnazjum Podolskiego”. Od 1815 był już bowiem etatowym nauczycielem tańca (tancmistrzem) tego gimnazjum w Winnicy, gdzie notowano go jeszcze 1 czerwca 1822. Jego uczniami byli tam m.in. znani później literaci: Seweryn Goszczyński, Aleksander Jełowicki i Franciszek Kowalski, a także historyk Mikołaj Malinowski. Uczył też tańca w słynnej szkole karmelitańskiej w Berdyczowie.
We wspomnianych Opisach formularnych Daniela Kurtza, nauczyciela tańców w Gimnazjum Podolskim Winnickim z tamtych lat znajdujemy także informacje o jego żonie i dzieciach w pobliskim Żytomierzu, skąd dojeżdżał wtedy do pracy. I tam najpewniej zakończył życie jako emeryt.